# Peixe-anjo-das-Bermudas
O peixe-anjo-das-bermudas (Holacanthus bermudensis), também conhecido como peixe-anjo-azul, é uma espécie de peixe ósseo, pertencente à família Pomacanthidae. Ocorre no oeste do Oceano Atlântico. Foi descrito pela primeira vez como Holacanthus ciliaris bermudensis em 1876, pelo ictiólogo americano George Brown Goode (1851-1896). Sua localidade tipo foi dado nas Bermudas, onde os primeiros exemplares foram coletados, antigamente acreditava que fosse uma subespécie do peixe-anjo-rainha (Holacanthus cilliaris).